# Le Saison (cours d'eau)
Le Saison (cours d'eau) este o arie protejată (arie specială de conservare — SAC, sit de importanță comunitară — SCI) din Franța întinsă pe o suprafață de 2.200 ha, integral pe uscat.

## Localizare
Centrul sitului Le Saison (cours d'eau) este situat la coordonatele 43°14′15″N 0°52′25″W / 43.2375°N 0.87361°V.

## Înființare
Situl Le Saison (cours d'eau) a fost declarat sit de importanță comunitară în aprilie 2002 pentru a proteja 5 specii de animale. Situl a fost protejat și ca arie specială de conservare în noiembrie 2014.

## Biodiversitate
Situată în ecoregiunile alpină și atlantică, aria protejată conține 4 habitate naturale: Lacuri și iazuri distrofice naturale, Liziere de ierburi înalte hidrofile de câmpie și de nivel montan până la alpin, Izvoare petrifiante cu formare de travertin (Cratoneurion), Păduri aluvionare cu Alnus glutinosa și Fraxinus excelsior (Alno-Padion, Alnion incanae, Salicion albae).
La baza desemnării sitului se află mai multe specii protejate:
- mamifere (2): Galemys pyrenaicus, vidră de râu (Lutra lutra)
- nevertebrate (1): Austropotamobius pallipes
- pești (2): Cottus aturi, zglăvoacă (Cottus gobio)